# Platinum Arts Sandbox Free 3D Game Maker
Platinum Arts Sandbox Free 3D Game Maker es una herramienta de creación de videojuegos y mundos amigables a los niños basado en el motor de juegos Cube 2: Sauerbraten. El enfoque de Platinum Arts Sandbox 3D Game Maker está en la creación del juegos y en la facilidad de su uso, de manera que sea accesible incluso a los niños pequeños pero también es viable para crear juegos más adultos. Los temas y contenidos violentos han sido eliminados (a excepción de algunos vídeos de juegos que hay en el canal oficial de YouTube) para hacer el proyecto apropiado para el entorno escolar. Es similar a Cube 2: Sauerbraten, el software soporta modos de un solo jugador y multijugador, y contiene un editor de niveles in-game, el cual es la clave de su facilidad de uso. El motor del juego es software libre y de código abierto. La primera versión se publicó el 4 de junio de 2007. La última versión 2.8.2 se publicó el 19 de enero de 2013. La versión 3.0 fue lanzada a finales de 2013.

## Detalles técnicos
El objetivo de Platinum Arts Sandbox es hacer que sea lo más rápido y fácil posible para los usuarios crear mundos en 3D y Videojuegos. Además de la edición en-juego proporcionada por el motor cube 2, muchos nuevos menús y características útiles han sido incluidas. Los poderosos menús incrementan en gran medida la velocidad de desarrollo y facilidad de uso debido a ser capaz de hacer cambios importantes con un solo clic. Han sido incluidas características para proporcionar más información para el usuario y mejorar aún más la facilidad de uso.

## Jugabilidad
El juego cuenta actualmente con modos para un jugador y multijugador. El modo de un solo jugador incluyen el modo básico de edición, Juego de rol (RPG), y desplazamiento lateral. La versión de desarrollo de SVN incluye a MovieCube el cual permite a los usuarios crear Machinima. Los mapas de muestra incluyen juegos de plataformas donde el objetivo del juego es salvar a una princesa, un laberinto, un pueblo en el cual se hace uso de las misiones, estructuras de casas, un castillo flotante, una caverna gigante, y otras más. La funcionalidad multijugador es posible con LAN, Local, y juego en Internet, el cual obtiene sus listados de servidor de un servidor maestro. Los modos incluidos son de edición cooperativa, Banana Relay (modo de captura de base), y freerun: un modo en el que no se permite la edición y es útil para las carreras.

## Media Features
- PBS/WMHT Games in Education Conference[1][2]
- Moddb.com Top 100 Mod/Game Of The Year 2008[3]
- Many various Moddb.com Interviews and Features[4]
- Slashdot.org Article - Involving Kids In Free Software Through Games? -[5]
- Total PC Gaming Magazine, febrero de 2009
- Podcast interview with Michael Tomaino[6]
- PCFormat Magazine Issue 232 noviembre del 2009